# 鎮之以靜政策
鎮之以靜政策，是在東晉初期由宰輔王導推行的政策。他以「鎮之以靜，群情自安」的方針穩固政局、安撫百姓及抵抗外敵。他為政寬簡，對世族息事寧人，自奉較儉約，協助司馬睿政權遷至人生地不熟的江南，使得東晉得以立國。而後東晉的權臣桓溫、謝安亦依循他的方針。淝水之戰獲勝的基礎也是建立於該政策。然而，因為鎮之以靜政策強調安定，往往不受治史者注意，甚至從誤解到否定。

## 背景
西晉末年因為長期的民族摩擦導致五胡亂華，朝廷又因為內鬥使得首都洛陽被攻破，西晉朝廷搖搖欲墜。都督揚州諸軍事的司馬睿在王導的建議之下遷鎮至建康，準備在江南建立新王朝。當時江東財富充裕，然而吳人不得志於晉室，吳姓世族對晉廷保持懷疑的態度。當時在吳姓世族中，以義興周氏及吳興沈氏並為江東二豪，而吳郡朱、張、顧、陸四氏居次。江東百姓甚至有意光復吳國，發生了三次叛亂。後由世族義興周玘所平定，史稱三定江南。此外，東晉內部還有農民與地主的矛盾，僑居者和在地者的衝突。
當北方諸胡攻滅西晉後軍勢強盛，伺機南侵。而東晉新立，在軍力、財政方面皆不足。司馬睿能否獲得內部各世族及諸郡的擁護還未知。所以，如何協調和安定內部，進而抵抗北方各族的軍事攻勢，是東晉立國之初所面對的重要大事。在蘇峻之亂平定後，有人主張遷都至豫章、會稽。而王導力排眾議，他認為「北寇遊魂，伺我之隙」，採用「鎮之以靜，群情自安」的方針方能穩定東晉局勢。

## 經濟方面
王導在經濟方面，採行「寬眾息役，惠益百姓」的方式，為東晉朝廷的經濟打下基礎。當時公卿世族的特權如蔭客制之類權利過重，所以為了減輕農民課稅負擔，王導採用種種政策來限制世族經濟利益來實現惠益百姓的目標。例如咸和土斷與度田收租、禁止霸佔山澤（頒布於壬辰詔書）等方式。
《晉書·食貨志》提到：「太元末年，天下無事，時和年豐，百姓樂業，穀帛殷阜，幾乎家給人足矣。」這就是鎮之以靜政策推行以來，在經濟方面的成果。

## 政治方面
至王導以來，主要將「不存小察，弘以大綱」視為政治方針。目的是將各層次的力量團結起來，一致為朝廷抵禦北方各族的入侵。司馬睿遷鎮之初，吳姓世族對晉廷保持懷疑或輕視的態度。當時吳姓世族以義興周氏及吳興沈氏最盛，並為江東二豪，而吳郡朱、張、顧、陸四氏居次。
王導向司馬睿提議先取得顧榮、賀循的支持，進而獲得江南士族的擁護。顧榮、賀循為江東名族，又是江東士大夫的領袖，他們出仕東晉，穩定江東絕大部份的豪強地主。然而周玘等吳姓世族認為「中州人士佐佑王業，而玘自以為不得調」，有意叛變，但事洩未果，周玘憂鬱而死。其子周勰繼之，以「討王導、刁協為名」叛變，但被其叔周札洩密而未果。王導主張平定，而後晉室分化周、沈二氏，使其先後崩潰，並將親晉的朱、張、顧、陸四氏遞升。
為了避免僑姓世族和吳姓世族為經濟勢力發生衝突，僑姓世族避免入侵吳姓世族在吳郡、吳興、義興三吳的經濟勢力。轉向浙東會稽、閩地發展。

## 軍事方面
在軍事方面，東晉採用「以攻為守」的策略來對付北方各國的威脅。由於東晉初期國力不盛，所以沒有大規模北伐的企圖。司馬睿任命祖逖北伐，命他相機進取，但軍力不多。桓溫的四次北伐之中，最多亦五萬人。

### 引用
1. ↑  萬繩楠（1994年）:《魏晉南北朝史論稿》第八章〈論淝水之戰前東晉的鎮之以靜政策〉，第181頁。
2. ↑  《晉書·列傳第三十五·王導》提到，導曰：「建康，古之金陵，舊為帝裏，又孫仲謀、劉玄德俱言王者之宅。古之帝王不必以豐儉移都，苟弘衛文大帛之冠，則無往不可。若不績其麻，則樂土為虛矣。且北寇遊魂，伺我之隙，一旦示弱，竄於蠻越，求之望實，懼非良計。今特宜鎮之以靜，群情自安。」
3. ↑  《晉書·列傳第三十五·王導》提到：「吳人不附，居月餘，士庶莫有至者。」
4. ↑  《資治通鑑·卷第八十八》提到周玘臨死前，告訴他的兒子周勰說：「殺我者，諸傖子（粗野卑賤；當時南方人罵北方人語）也；能復之，乃吾子也。」